# College van bestuur
Een college van bestuur (CvB) is in Nederland het centrale bestuursorgaan van een hogeschool of universiteit. Een college van bestuur bestaat uit de voorzitter van het college van bestuur, de rector magnificus en vaak nog een of twee bestuurders. 
De verantwoordelijkheden en bevoegdheden van het college van bestuur van een hogeschool of universiteit zijn vastgelegd in de Wet op het hoger onderwijs en wetenschappelijk onderzoek (WHW).
Een college van bestuur legt verantwoording af aan het curatorium van de instelling. Volgens de WHW hebben in Nederland alle openbare universiteiten en hogescholen hiertoe een raad van toezicht.